# Aigles d'or
Pour les articles homonymes, voir Aigle d'or.
Les Aigles d'or (en russe : премия Золотой орёл) sont des récompenses cinématographiques et télévisuelles russes créés en 2002 à l'initiative du réalisateur Nikita Mikhalkov. Conçues sur le modèle des Golden Globes, ce sont les récompenses les plus importantes dans le domaine audiovisuel aux côtés des prix Nika.
Les prix sont décernés par un jury composé des membres de l'Académie nationale des arts et des sciences cinématographiques de Russie, dont le président est Vladimir Naoumov, à des personnalités ou des œuvres russes. Les trophées, imaginés par le sculpteur Viktor Mitroshin, représentent un aigle en bronze doré. 
Une cérémonie initiale a lieu le 26 juin 2002, dans le cadre du XXIVe Festival international du film de Moscou et honore Andreï Tarkovski, Gueorgui Jjionov, Fiodor Khitrouk, Tatiana Samoïlova, Michel Legrand et Bernardo Bertolucci. La première cérémonie compétitive a lieu le 25 janvier 2003 et récompense des œuvres produites entre le 1er novembre 2001 et 31 octobre 2002.

## Liste de prix décernés
- Meilleur film
- Meilleur téléfilm (ou mini-série de moins de 10 épisodes) (ru)
- Meilleure série télévisée (de plus de dix épisodes) (ru)
- Meilleure réalisation (ru)
- Meilleur acteur (ru)
- Meilleure actrice (ru)
- Meilleur acteur dans un second rôle (ru)
- Meilleure actrice dans un second rôle (ru)
- Meilleur acteur de télévision (ru)
- Meilleure actrice de télévision (ru)
- Meilleur acteur de série en ligne (ru)
- Meilleure actrice de série en ligne (ru)
- Meilleur scénario (ru)
- Meilleure photographie (ru)
- Meilleur montage (ru)
- Meilleure musique (ru)
- Meilleur son (ru)
- Meilleurs décors (ru)
- Meilleurs maquillages (ru)
- Meilleurs costumes (ru)
- Meilleurs effets visuels (ru)
- Meilleur film d'animation (ru)
- Meilleur film documentaire (ru)
- Meilleur film étranger (ru)
- Meilleur court métrage (ru)
- Aigle d'or d'honneur (ru)

## Palmarès

### Meilleur film
- 2003 : Le Coucou (Кукушка, Koukouchka) d'Alexandre Rogojkine
- 2004 : Le Retour (Vosvrachtchenie) d'Andreï Zviaguintsev
- 2005 : 72 mètres (72 метра) de Vladimir Khotinenko
- 2006 : Le 9e Escadron (9 poma) de Fiodor Bondartchouk
- 2007 : L'Île (Ostrov) de Pavel Lounguine
- 2008 : 12 de Nikita Mikhalkov
- 2009 : Champ sauvage (Dikoïe pole) de Mikhaïl Kalatozichvili
- 2010 : Les Zazous (Стиляги, Stilyagi) de Valeriy Todorovski
- 2011 : Comment j'ai passé cet été (Как я провёл этим летом) d'Alekseï Popogrebski
- 2012 : Elena (Елена) d'Andreï Zviaguintsev
- 2013 : Le Tigre blanc (Belyy tigr) de Karen Chakhnazarov
- 2014 : Le Légendaire no 17 (Легенда № 17) de Nikolaï Lebedev
- 2015 : Coup de soleil (Солнечный удар, solnetchni oudar) de Nikita Mikhalkov
- 2016 : De l'amour (Про любовь) d'Anna Melikian
- 2017 : Paradis (Рай) d'Andreï Kontchalovski
- 2018 : Salyut 7 (Салют-7) de Klim Chipenko
- 2019 : La Guerre d'Anna (Война Анны, Voïna Anni) d'Alekseï Fedortchenko
- 2020 : Texto (Текст) de Klim Chipenko
- 2021 : Le Journal du blocus (Блокадный дневник) de Andreï Zaïtsev
- 2022 : Silverland : La Cité de glace (Серебряные коньки) de Michael Lockshin
- 2023 : Le Champion du monde (Чемпион мира) de Alexeï Sidorov
- 2024 : Trois Minutes de silence (Снегирь) de Boris Khlebnikov
- 2025 : L'Air (Воздух) d'Alexeï Alexeïevitch Guerman

### Meilleure actrice
- 2003 :
  - Cinéma : Natalia Goundareva pour son rôle dans Rostov-papa
  - Second rôle : Olga Volkova pour son rôle dans Skaz pro Fedota-streltsa (ru)
- 2004 :
  - Cinéma : Irina Pegova (ru) pour son rôle dans La Promenade
  - Second rôle : Inna Tchourikova pour son rôle dans L'Idiot (ru)
- 2005 :
  - Cinéma : Aliona Babenko (ru) pour son rôle dans Un chauffeur pour Véra
  - Second rôle : Ielena Iakovleva pour son rôle dans Mon beau-frère Frankenstein
  - Télévision : Valentina Talyzina pour son rôle dans Linii soudby
- 2006 :
  - Cinéma : Alla Demidova pour son rôle dans L'Accordeur
  - Second rôle : Nina Rouslanova pour son rôle dans L'Accordeur
  - Télévision : Evguenia Simonova pour son rôle dans Deti Arbata
- 2007 :
  - Cinéma : Anna Mikhalkova pour son rôle dans Une liaison (ru)
  - Second rôle : Chulpan Khamatova pour son rôle dans Ellipses (ru)
  - Télévision : Inna Tchourikova pour son rôle dans V krouge pervom
- 2008 :
  - Cinéma : Ievguenia Dobrovolskaïa pour son rôle dans L'Artiste
  - Second rôle : Maria Aronova (ru) pour son rôle dans L'Artiste
  - Télévision : Maria Porochina pour son rôle dans Na pouti k serdtsou
- 2009 :
  - Cinéma : Ksenia Rappoport pour son rôle dans Jour sans fin à Youriev
  - Second rôle : Irina Kouptchenko pour son rôle dans La Blague (ru)
  - Télévision : Ksenia Rappoport pour son rôle dans Likvidatsia (ru)
- 2010 :
  - Cinéma : Natalia Negoda pour son rôle dans Tambour battant
  - Second rôle : Nina Oussatova pour son rôle dans Le Pope
  - Télévision : Lioudmila Nil pour son rôle dans Galina
- 2011 :
  - Cinéma : Anjorka Strechel pour son rôle dans L'Affrontement
  - Second rôle : Ioulia Peressild pour son rôle dans L'Affrontement
  - Télévision : Pauline Koutepova pour son rôle dans Pelagiya i belyy buldog
- 2012 :
  - Cinéma : Ksenia Rappoport pour son rôle dans Deux Jours
  - Second rôle : Elena Liadova pour son rôle dans Elena
  - Télévision : Valentina Talyzina pour son rôle dans Dostoievski
- 2013 :
  - Cinéma : Anna Mikhalkova pour son rôle dans L'Amour avec accent (ru)
  - Second rôle : Victoria Tolstoganova pour son rôle dans L'Espion
  - Télévision : Irina Rozanova pour son rôle dans Furtseva. Legenda o Ekaterine
- 2014 :
  - Cinéma : Elena Liadova pour son rôle dans Le géographe a bu son globe
  - Second rôle : Nina Oussatova pour son rôle dans Le Légendaire n°17
  - Télévision : Polina Agoureïeva (ru) pour son rôle dans Vie et Destin (ru)
- 2015 :
  - Cinéma : Elena Liadova pour son rôle dans Léviathan
  - Second rôle : Severija Janusauskaite pour son rôle dans La Star
  - Télévision : Viktoria Issakova pour son rôle dans Le Dégel
- 2016 :
  - Cinéma : Ioulia Peressild pour son rôle dans Résistance
  - Second rôle : Maria Kojevnikova pour son rôle dans Bataillon
  - Télévision : Victoria Tolstoganova pour son rôle dans Le Bourreau (ru)
- 2017 :
  - Cinéma : Ioulia Vyssotskaïa pour son rôle dans Paradis
  - Second rôle : Ielena Iakovleva pour son rôle dans Le Jour le meilleur (ru)
  - Télévision : Olga Pogodina pour son rôle dans Margarita Nazarova
- 2018 :
  - Cinéma : Irina Gorbatcheva pour son rôle dans Arythmie
  - Second rôle : Alissa Freindlich pour son rôle dans La carpe décongelée (ru)
  - Télévision : Ielizaveta Boïarskaïa pour son rôle dans Anna Karénine, l'histoire de Vronski
- 2019 :
  - Cinéma : Aglaïa Tarassova (ru) pour son rôle dans La Glace
  - Second rôle : Svetlana Khodtchenkova pour son rôle dans Dovlatov
  - Télévision : Anna Mikhalkova pour son rôle dans Une femme ordinaire
- 2020 :
  - Cinéma : Viktoria Mirochnitchenko pour son rôle dans Une grande fille
  - Second rôle : Ievguenia Brik pour son rôle dans Odessa
  - Télévision : Anna Mikhalkova pour son rôle dans Tempête (ru)
- 2021 :
  - Cinéma : Olga Ozollapinia (ru) pour son rôle dans Le Journal du blocus
  - Second rôle : Maria Aronova (ru) pour son rôle dans La Glace 2
  - Télévision : Svetlana Nemoliaeva pour son rôle dans Diplomate
- 2022 :
  - Cinéma : Maria Aronova (ru) pour son rôle dans Para iz buduchtchego
  - Second rôle : Irina Gorbatcheva pour son rôle dans Fire
  - Télévision : Alexandra Oursouliak pour son rôle dans Les Pingouins de ma mère (ru)
- 2023 :
  - Cinéma : Irina Starchenbaum pour son rôle dans Un homme robuste
  - Second rôle : Daria Balabanova (ru) pour son rôle dans Un homme robuste
  - Télévision : Ioulia Khlynina pour son rôle dans Elizabeth
  - Série en ligne : Anna Mikhalkova pour son rôle dans Alisa ne mozhet zhdat
- 2024 : 
  - Cinéma : Anna Mikhalkova pour son rôle dans Les Sensations d'Anna
  - Second rôle : Alexandra Rebenok pour son rôle dans 1993
  - Télévision : Ielena Iakovleva pour son rôle dans Dama s sobachkoy
  - Série en ligne : Mariana Spivak pour son rôle dans Chyornoe oblako
- 2025 :
  - Cinéma : Alexandra Oursouliak pour son rôle dans Regarde-moi
  - Second rôle : Elena Liadova pour son rôle dans L'Air
  - Téévision : Viktoria Issakova pour son rôle dans Ia ne mogou bez tebia
  - Série en ligne : Karina Razoumovskaïa (ru) pour son rôle dans L'Autoroute (ru)

### Meilleur acteur
- 2003 :
  - Cinéma : Viktor Bytchkov (ru) pour Le Coucou
  - Second rôle : Vladislav Galkine pour Les Camionneurs (ru)
- 2004 :
  - Cinéma : Evgueni Mironov pour L'Idiot (ru)
  - Second rôle : Oleg Iankovski pour Pauvre, pauvre Pavel
- 2005 :
  - Cinéma : Sergueï Garmach pour Les Nôtres
  - Second rôle : Bohdan Stoupka pour Un chauffeur pour Véra
  - Télévision : Sergueï Bezroukov pour Le Petit Coin (ru)
- 2006 :
  - Cinéma : Nikita Mikhalkov pour Le Conseiller d'État
  - Second rôle : Constantin Khabenski pour Le Conseiller d'État
  - Télévision : Sergueï Chakourov pour Brejnev (ru) (téléfilm)
- 2007 :
  - Cinéma : Piotr Mamonov (cinéma) L'Île
  - Second rôle : Viktor Soukhoroukov pour L'Île
  - Télévision : Oleg Iankovski pour Le Docteur Jivago (ru) (série télévisée)
- 2008 :
  - Cinéma : Les 12 acteurs masculins du film 12 (Sergueï Makovetski, Nikita Mikhalkov, Sergueï Garmach, Valentin Gaft, Alexeï Petrenko, Iouri Stoïanov, Sergueï Gazarov (ru), Mikhaïl Efremov, Alexeï Gorbounov, Sergueï Artsybachev (ru), Viktor Verjbitski, Roman Madianov)
  - Second rôle : Alexandre Abdoulov pour L'Artiste
  - Télévision : Andreï Krasko pour Tchastny zakaz (ru)
- 2009 :
  - Cinéma : Constantin Khabenski pour L'Amiral
  - Second rôle : Armen Djigarkhanian pour L'Empire disparu
  - Télévision : Vladimir Machkov pour Likvidatsia (ru)
- 2010 :
  - Cinéma : Bohdan Stoupka pour Taras Boulba de Vladimir Bortko
  - Second rôle : Sergueï Garmach pour Les Zazous
  - Télévision : Alexandre Goloubev (ru) dans Les Frères Karamazov (ru) de Iouri Moroz
- 2011 :
  - Cinéma : Vladimir Machkov pour L'Affrontement d'Alekseï Outchitel
  - Second rôle : Viktor Soukhoroukov pour Le Dernier Voyage de Tanya
  - Télévision : Vladislav Galkine pour Kotovski
- 2012 :
  - Cinéma : Fiodor Bondartchouk pour Deux Jours d'Avdotia Smirnova
  - Second rôle : Bohdan Stoupka pour La Maison
  - Télévision : Evgueni Mironov pour Dostoïevski de Vladimir Khotinenko
- 2013 :
  - Cinéma : Danila Kozlovski pour Doukhless (ru) de Roman Prigounov
  - Second rôle : Andreï Smoliakov pour Vyssotski : Merci d'être vivant (ru)
  - Télévision : Sergueï Makovetski pour Delo gastronoma No. 1 (ru)
- 2014 :
  - Cinéma : Constantin Khabenski pour Le géographe a bu son globe
  - Second rôle : Vladimir Menchov pour Le Légendaire no 17
  - Télévision : Sergueï Makovetski pour Vie et Destin (ru)
- 2015 :
  - Cinéma : Alexandre Zbrouïev pour Film sur Alexeev
  - Second rôle : Roman Madianov pour Léviathan
  - Télévision : Ievgueni Tsyganov pour Le Dégel
- 2016 :
  - Cinéma : Fiodor Bondartchouk pour Le Fantôme
  - Second rôle : Dmitri Astrakhan (ru) pour La Fin d'une magnifique époque
  - Télévision : Andreï Smoliakov pour Le Bourreau (ru)
- 2017 :
  - Cinéma : Ivan Iankovski pour La Dame de pique
  - Second rôle : Sergueï Chakourov pour The Crew
  - Télévision : Konstantin Lavronenko pour Klim
- 2018 :
  - Cinéma : Evgueni Mironov pour The Spacewalker
  - Second rôle : Vladimir Iline pour The Spacewalker
  - Télévision : Maxime Matveïev pour Anna Karénine, l'histoire de Vronski
- 2019 :
  - Cinéma : Vladimir Machkov pour Trois Secondes
  - Second rôle : Kirill Zaïtsev (ru) pour Trois Secondes
  - Télévision : Egor Baranov pour Sparta (ru)
- 2020 :
  - Cinéma : Alexandre Petrov pour Texto
  - Second rôle : Ivan Iankovski pour Texto
  - Télévision : Pavel Derevianko pour Domachni arest (ru)
- 2021 :
  - Cinéma : Iouri Borissov pour Kalachnikov
  - Second rôle : Alexandre Domogarov pour L'Union du salut
  - Télévision : Maxime Matveïev pour Trigger (ru)
- 2022 :
  - Cinéma : Filipp Iankovski pour Ivan Denissovitch
  - Second rôle : Ivan Iankovski pour Fire
  - Télévision : Alexeï Gouskov pour La Septième Symphonie (ru)
- 2023 :
  - Cinéma : Ivan Iankovski pour Le Champion du monde
  - Second rôle : Evgueni Mironov pour Land of Legends
  - Télévision : Ievgueni Stytchkine (ru) pour Alibi (ru)
  - Série en ligne : Nikita Iefremov (ru) pour Le Patient zéro (ru)
- 2024
  - Cinéma : Alexandre Iatsenko pour Le Juste
  - Second rôle : Evguéni Tkatchouk pour Le Juste
  - Télévision : Sergueï Bezroukov pour Bison : L'Affaire du mannequin (ru)
  - Série en ligne : Ivan Iankovski et Alexandre Iatsenko pour Fisher (ru)
- 2025
  - Cinéma : Sergueï Bezroukov pour L'Air
  - Second rôle : Roman Madianov pour L'Amour de l'Union soviétique
  - Télévision : Alexandre Oustiougov pour Stolypine
  - Série en ligne : Vladimir Vdovitchenkov pour Affrontement (ru)

### Meilleure réalisation
- 2003 : Alexandre Rogojkine pour Le Coucou
- 2004 : Vadim Abdrachitov pour Koktebel
- 2005 : Valeri Todorovski pour Mon beau-frère Frankenstein
- 2006 : Alekseï Outchitel pour Le Cosmos comme pressentiment
- 2007 : Pavel Lounguine pour L'Île
- 2008 : Nikita Mikhalkov pour 12
- 2009 : Karen Chakhnazarov pour L'Empire disparu
- 2010 : Karen Chakhnazarov pour La Salle n° 6
- 2011 : Alekseï Outchitel pour L'Affrontement
- 2012 : Andreï Zviaguintsev pour Elena
- 2013 : Andreï Prochkine pour La Horde
- 2014 : Alexandre Veledinski pour Le géographe a bu son globe
- 2015 : Andreï Zviaguintsev pour Léviathan
- 2016 : Stanislav Govoroukhine pour La Fin d'une magnifique époque
- 2017 : Andreï Kontchalovski pour Paradis
- 2018 : Andreï Zviaguintsev pour Faute d'amour
- 2019 : Alekseï Fedortchenko pour La Guerre d'Anna
- 2020 : Alexeï Sidorov pour T-34, machine de guerre
- 2021 : Andreï Kontchalovski pour Chers Camarades !
- 2022 : Gleb Panfilov pour Ivan Denissovitch
- 2023 : Alexeï Sidorov pour Le Champion du monde
- 2024 : Sergueï Oursouliak pour Le Juste
- 2025 : Vladimir Grammatikov pour Regarde-moi

### Meilleur scénario
- 2003 : Alexandre Rogojkine pour Le Coucou (Кукушка)
- 2004 : Anatoli Grebnev pour Cinéma sur le cinéma (ru) (Кино про кино)
- 2005 : Valentin Tchernykh pour Les Nôtres (Свои)
- 2006 : Alexandre Mindadze pour Le Cosmos comme pressentiment (Космос как предчувствие)
- 2007 : Dmitri Sobolev (ru) pour L'Île (Остров)
- 2008 : Alekseï Popogrebski pour Les Choses simples (Простые вещи)
- 2009 : Piotr Loutsyk (ru), Alekseï Samoriadov (ru) pour Champ sauvage (Дикое поле), à titre posthume pour les deux
- 2010 : Iouri Korotkov (ru) pour Les Zazous (Стиляги)
- 2011 : Alekseï Popogrebski pour Comment j'ai passé cet été (Как я провёл этим летом)
- 2012 : Alexandre Mindadze pour Un samedi presque parfait (В субботу)
- 2013 : Iouri Arabov pour La Horde (Орда)
- 2014 : Mikhaïl Mestetski et Nikolaï Koulikov (ru) pour Le Légendaire no 17 (Легенда № 17)
- 2015 : Andreï Kontchalovski pour Les Nuits blanches du facteur (Белые ночи почтальона Алексея Тряпицына)
- 2016 : Alexandre Mindadze pour Cher Hans, brave Piotr (Милый Ханс, дорогой Пётр)
- 2017 : Iouri Arabov pour Le Moine et le Démon (Монах и бес)
- 2018 : Anastassia Paltchikova (ru) pour Bolchoï (Большой)
- 2019 : Avdotia Smirnova, Anna Parmas et Pavel Bassinski (ru) pour Histoire d'une nomination (История одного назначения)
- 2020 : Alexeï Sidorov pour T-34, machine de guerre
- 2021 : Andreï Zaïtsev pour Le Journal du blocus
- 2022 : Roman Kantor (ru) pour Les Patins d'argent (Серебряные коньки)
- 2023 : Piotr Todorovski pour Un homme robuste (Здоровый человек)
- 2024 : Alexandre Veledinski pour 1993
- 2025 : Sergueï Snejkine (ru) pour L'Amour de l'Union soviétique